# 加菲貓：農場大冒險
《加菲貓：農場大冒險》（英語：The Garfield Movie）是一部2024年美國和香港合製的動畫冒險喜劇片，改編自吉姆·戴維斯的同名漫畫作品，由馬克·汀戴爾執導，大衛·雷諾茲編劇，克里斯·普瑞特、山繆·傑克森、文·雷姆斯、尼可拉斯·霍特、漢娜·沃丁厄姆、塞西莉·史壯、哈維·吉恩、布雷特·戈德斯坦、杨伯文和史努比狗狗擔任主要配音員。
《加菲貓：農場大冒險》由索尼影視發行排定2024年5月24日於美國上映，以6000萬美元的成本獲得2.55億美元的票房成績，但是影評界對該片的評價以負面為主，受批評的部份集中在過度依賴讀者的懷舊情節與編劇過度平淡，觀眾的反應趨向褒貶不一。

## 配音員
| 角色      | 美國                   | 台灣   | 香港   | 中国大陆 |
| --------- | ---------------------- | ------ | ------ | -------- |
| 加菲貓    | 克里斯·普瑞特          | 陳漢典 | 麥沛東 | 冯盛     |
| 維克      | 山繆·傑克森            | 王偉忠 | 林雪   | 汤水雨   |
| 金珂絲    | 漢娜·沃丁厄姆          | 王華怡 | 周恩恩 | 林兰     |
| 奧托      | 文·雷姆斯              | 陳幼文 | 葉振聲 | 苗得雨   |
| 姜·艾伯克 | 尼可拉斯·霍特          | 張立昂 | 黃尉斯 | 凌振赫   |
| 瑪姬      | 塞西莉·史壯            | 楊雅淳 | 張彩虹 | 伍凤春   |
| 歐弟      | 哈維·吉恩              |        |        |          |
| 壯狗      | 布雷特·戈德斯坦        | 陳彥鈞 | 姜汝廷 | 叶保华   |
| 瘦狗      | 楊伯文                 | 何志威 | 梁駿宇 | 赵毅     |
| 奧莉維亞  | 賈奈兒·詹姆斯          |        | 何敬武 |          |
| 墨利斯    | 史努比狗狗             |        | 何鑫   |          |
| 史尼克斯  | 安格斯·克勞德          |        |        |          |
| 鳥手下    | 傑夫·福克斯沃西        | 李景唐 | 馮俊彥 |          |
| 艾瑟爾    | 艾麗西亞·葛莉絲·特瑞爾 | 張心藍 | 李蔓宜 |          |

## 製作
2016年5月，宣布愛爾康娛樂將開發一部新的《加菲貓》電腦動畫電影，由約翰·寇恩（John Cohen）和史蒂文·P·韋格納（Steven P. Wegner）製片，馬克·托戈夫（Mark Torgove）和保羅·A·卡普蘭（Paul A. Kaplan）編劇。2018年11月，宣布馬克·汀戴爾擔任導演。2019年8月，維亞康姆收購了《加菲貓》的版權。2020年12月，汀戴爾確認電影仍在製作中。2021年11月，宣布主角加菲貓將由克里斯·普瑞特聲演。2022年5月，山繆·傑克森簽約聲演加菲貓的父親維克（Vic），該角為電影原創角色。2022年8月，文·雷姆斯、尼可拉斯·霍特、漢娜·沃丁厄姆和塞西莉·史壯參演。

## 發行
《加菲貓：農場大冒險》由索尼影視發行原定於2024年2月16日美國上映。2022年9月，電影延期至2024年5月24日美國上映。

## 迴響

### 評價
爛番茄根據136條評論，本片獲得37%的新鮮度，平均得分4.7／10，觀眾的好評度為69%，平均得分3.7／5。在Metacritic上，本片獲得31分。

### 票房
| 上一届： 《芙莉歐莎：瘋狂麥斯傳奇篇章》 | 2024年美國週末票房冠軍 第22週 | 下一届： 《絕地戰警：生死與共》 |

## 外部連結
- 互联网电影数据库（IMDb）上《加菲貓：農場大冒險》的资料（英文）
- AllMovie上《加菲貓：農場大冒險》的资料（英文）
- Metacritic上《加菲貓：農場大冒險》的資料（英文）
- 爛番茄上《加菲貓：農場大冒險》的資料（英文）
- Box Office Mojo上《加菲貓：農場大冒險》的資料（英文）
- 開眼電影網上《加菲貓：農場大冒險》的資料（繁體中文）
- 豆瓣电影上《加菲貓：農場大冒險》的資料 （简体中文）